# Štramberská vrchovina
Štramberská vrchovina je geomorfologický podcelek Podbeskydské pahorkatiny, ležící na severovýchodě České republiky. Je tvořena zvrásněnými flyšovými pískovci, slepenci, jílovci, jílovitými břidlicemi a vápenci.

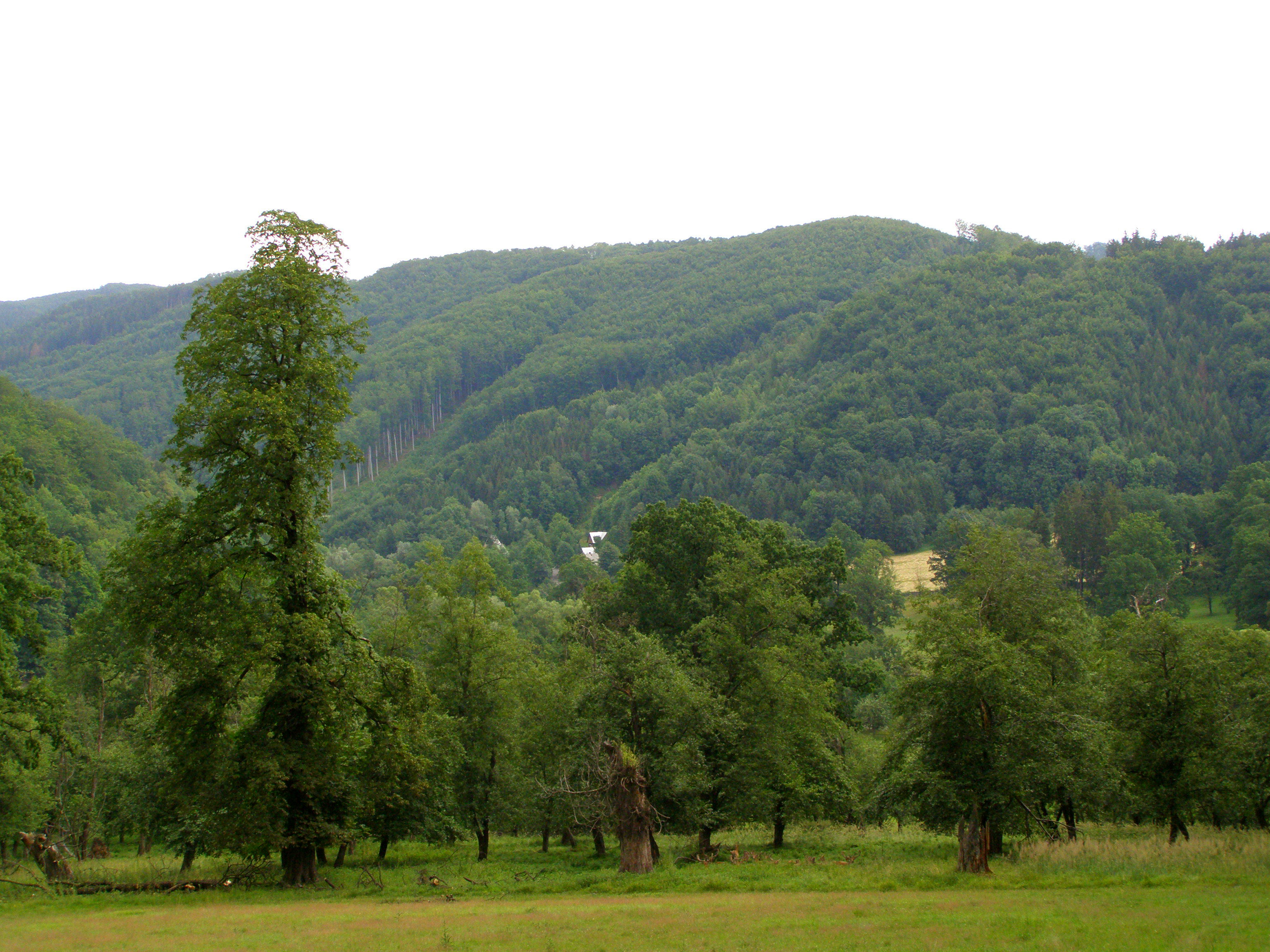
Palkovické hůrky
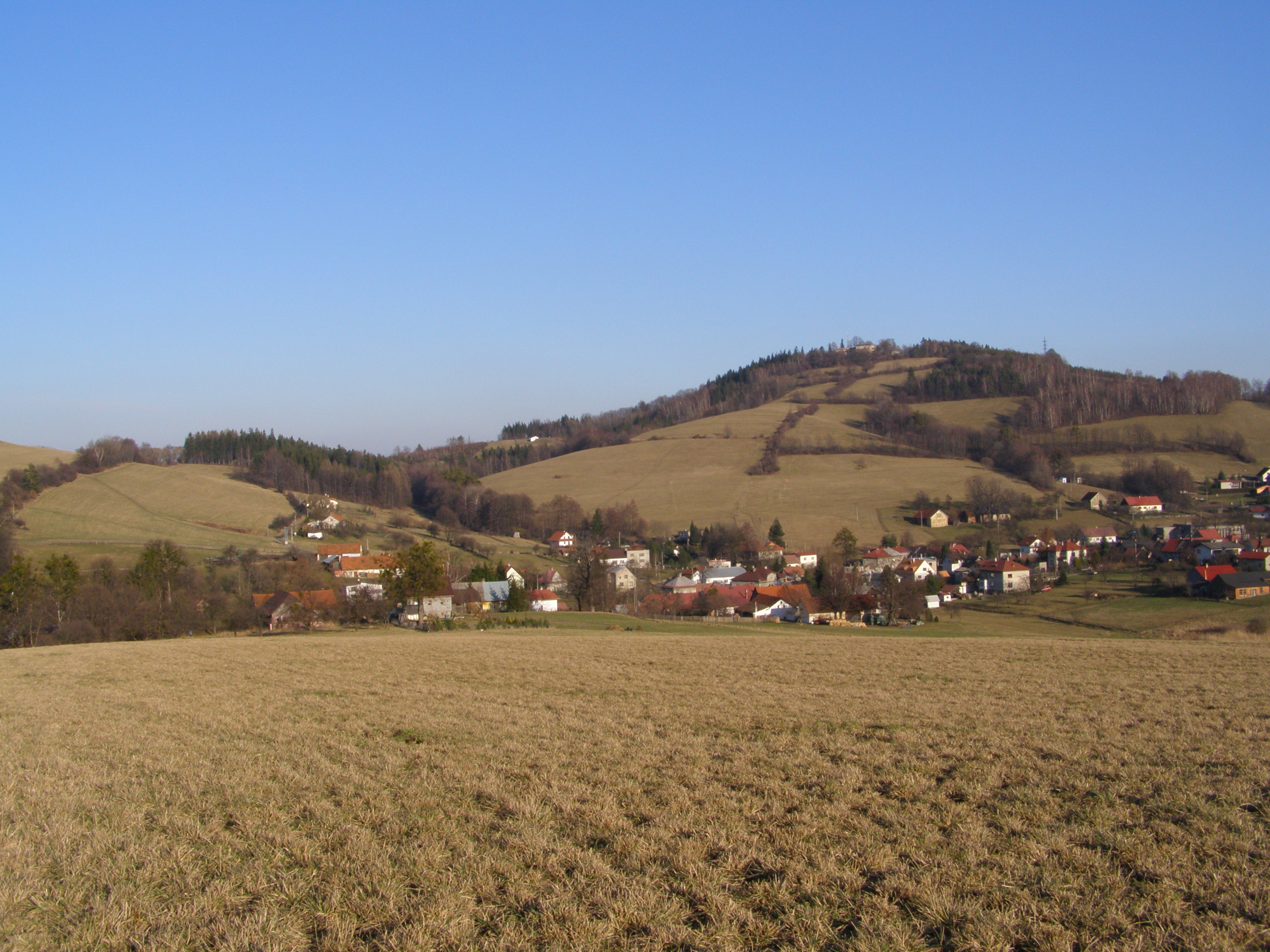
Metylovická pahorkatina
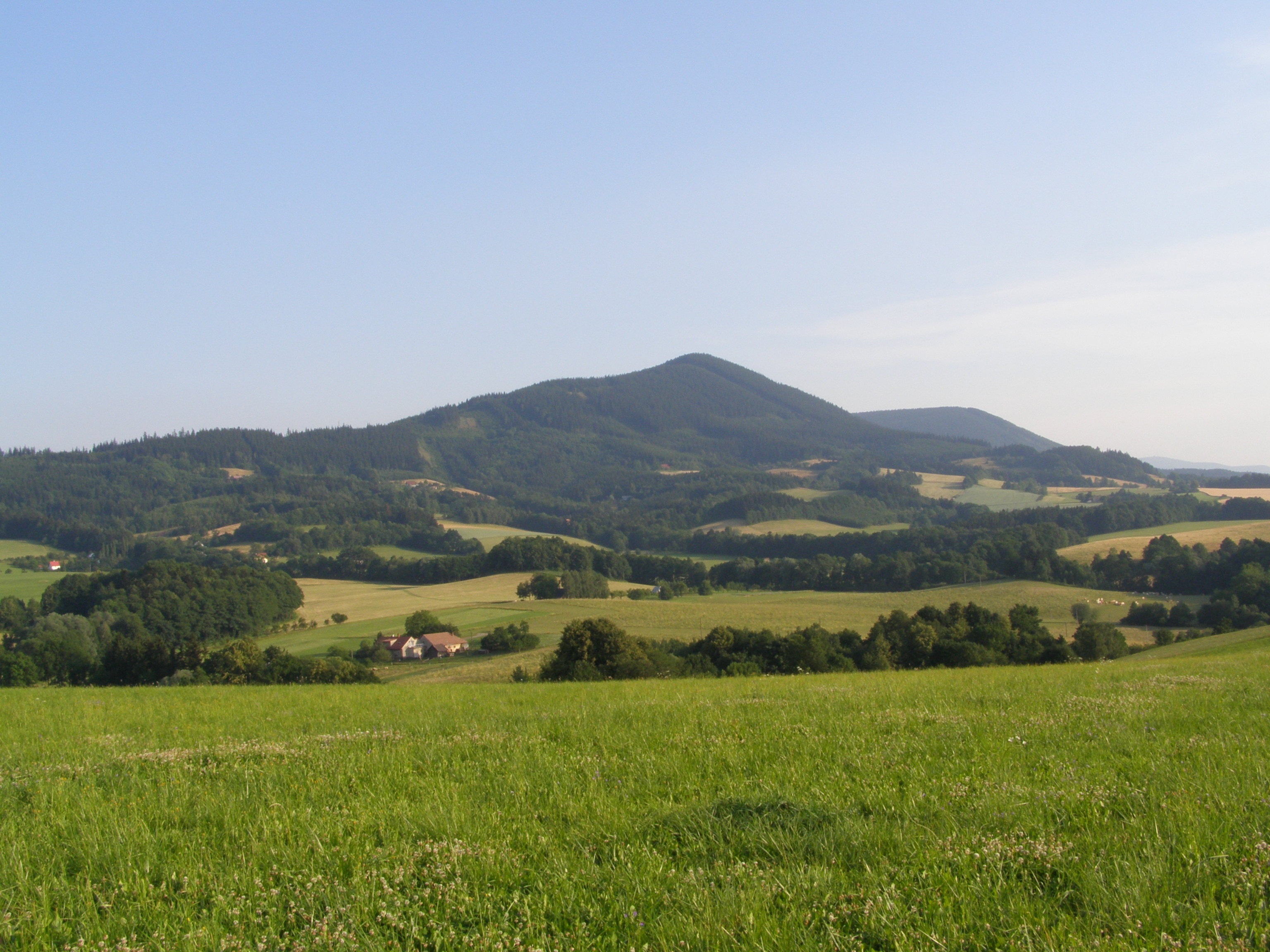
Ondřejník
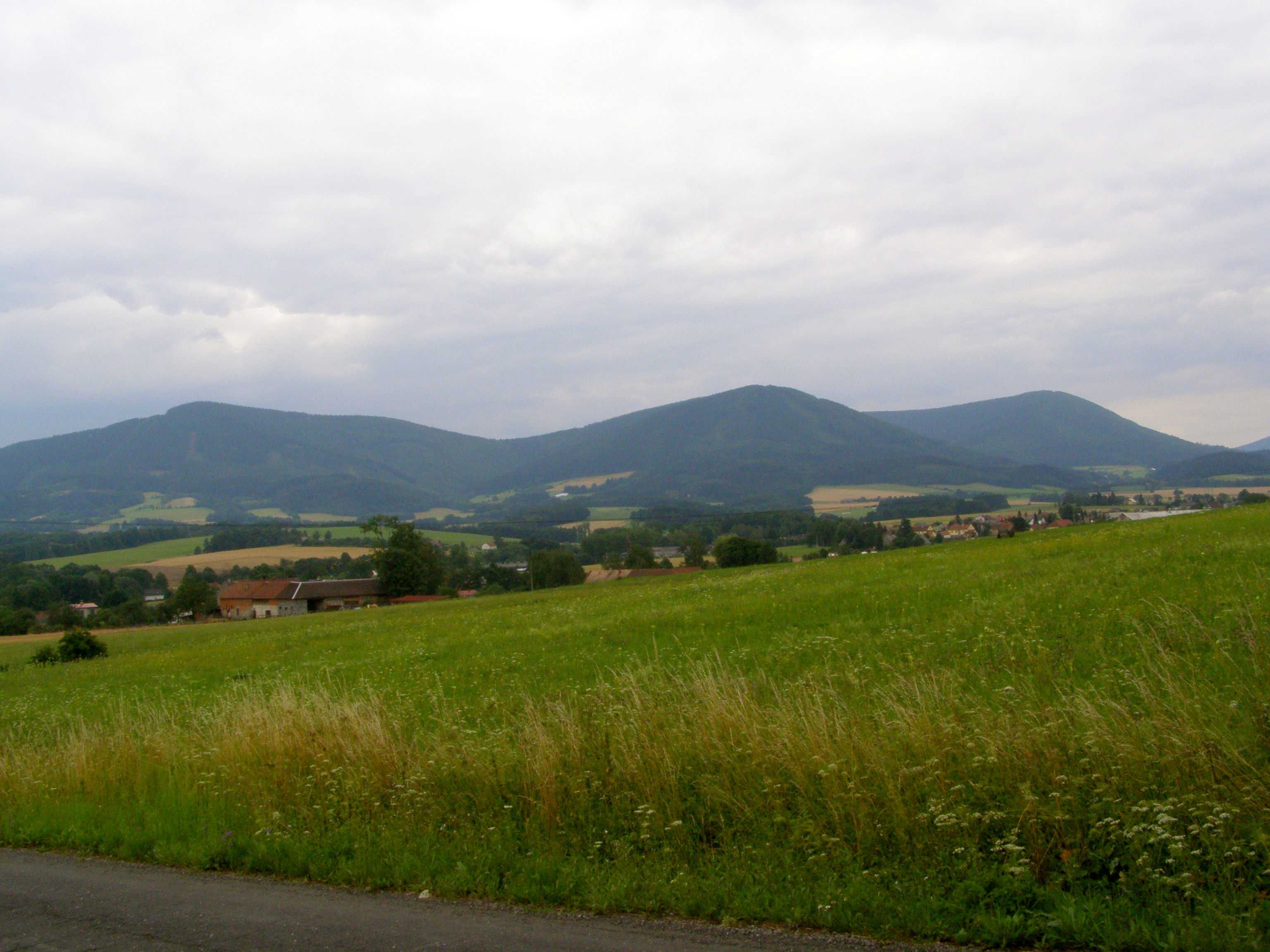
Kozlovická kotlina
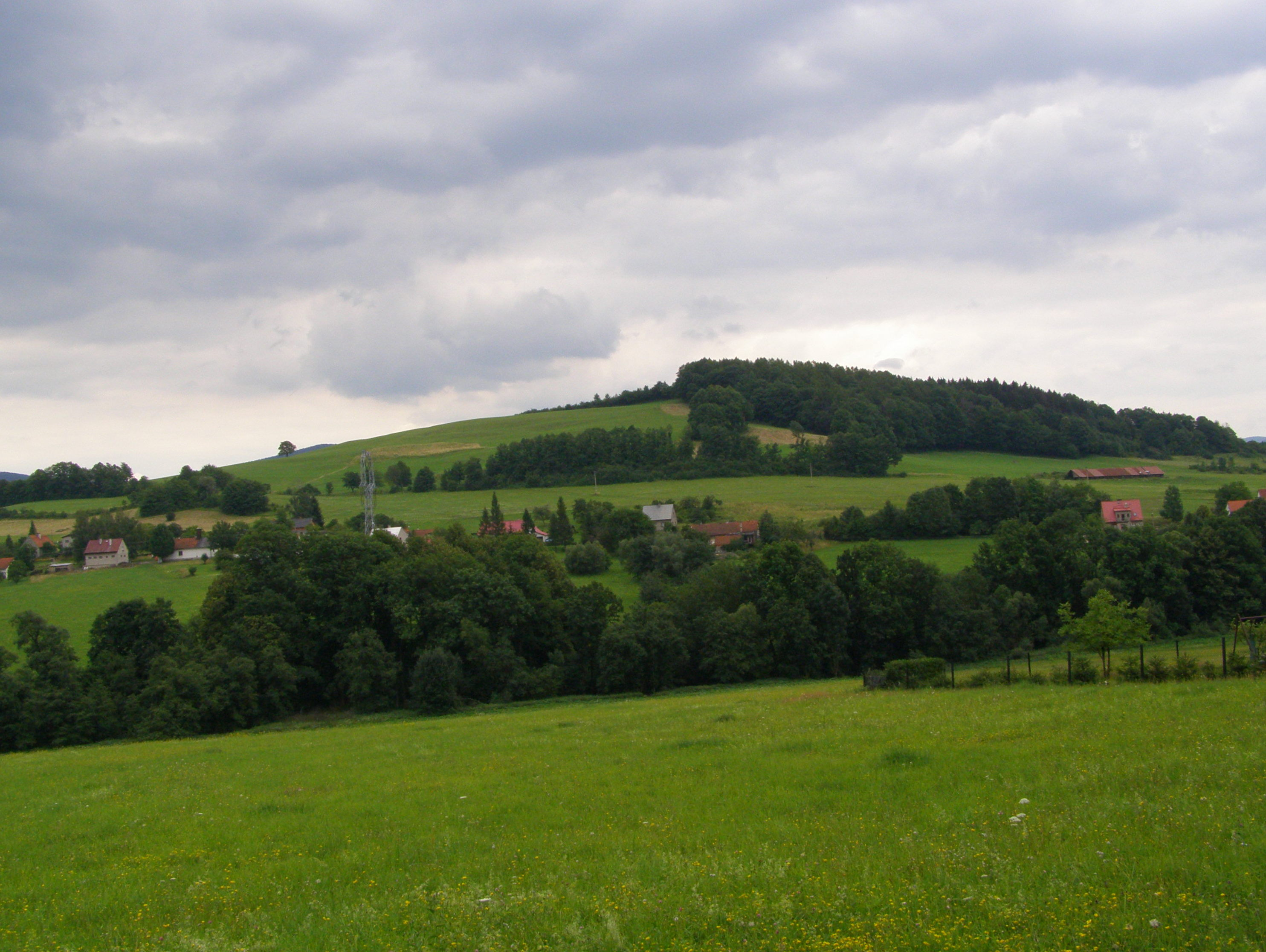
Měrkovická pahorkatina
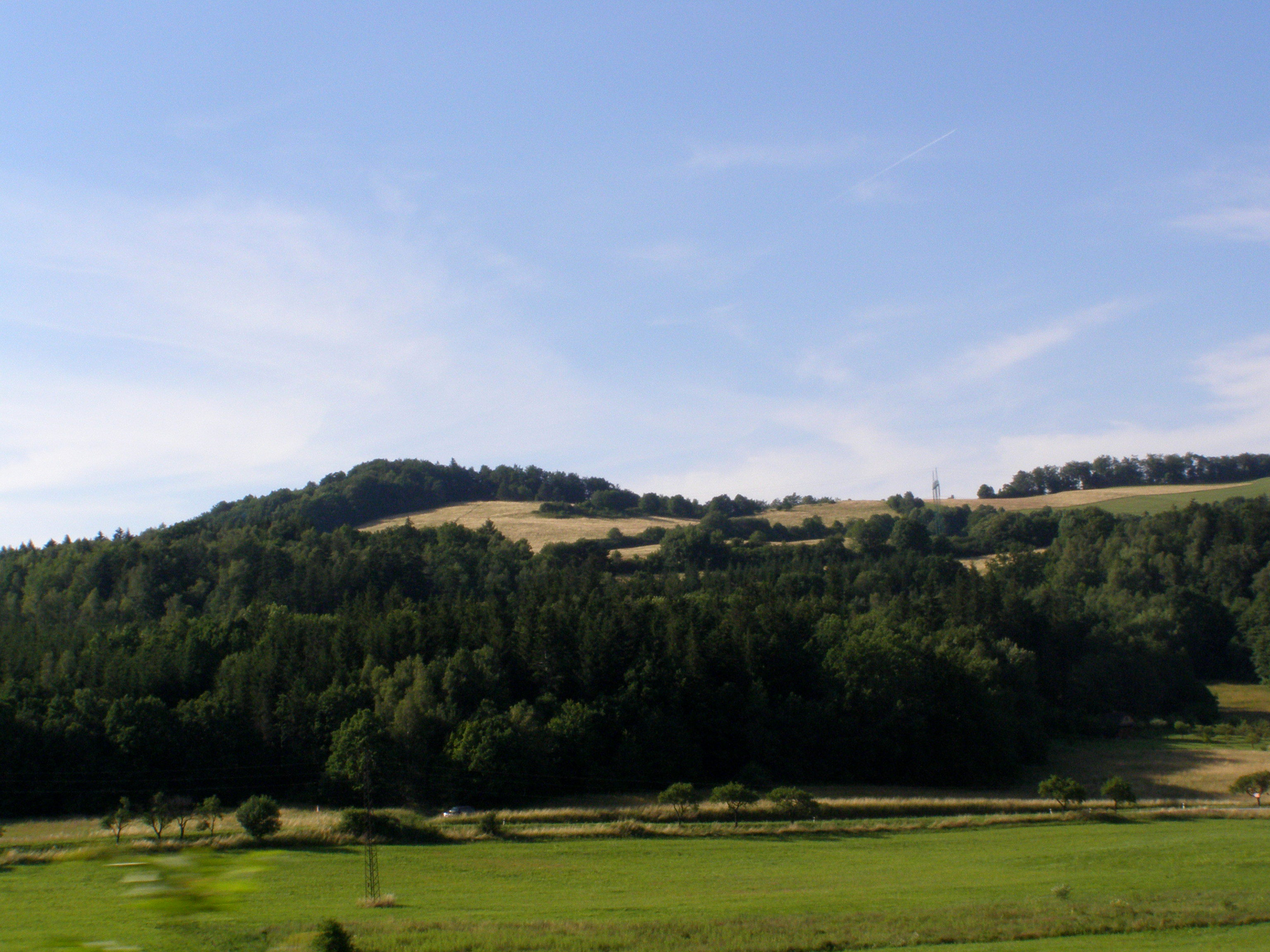
Šostýnské vrchy
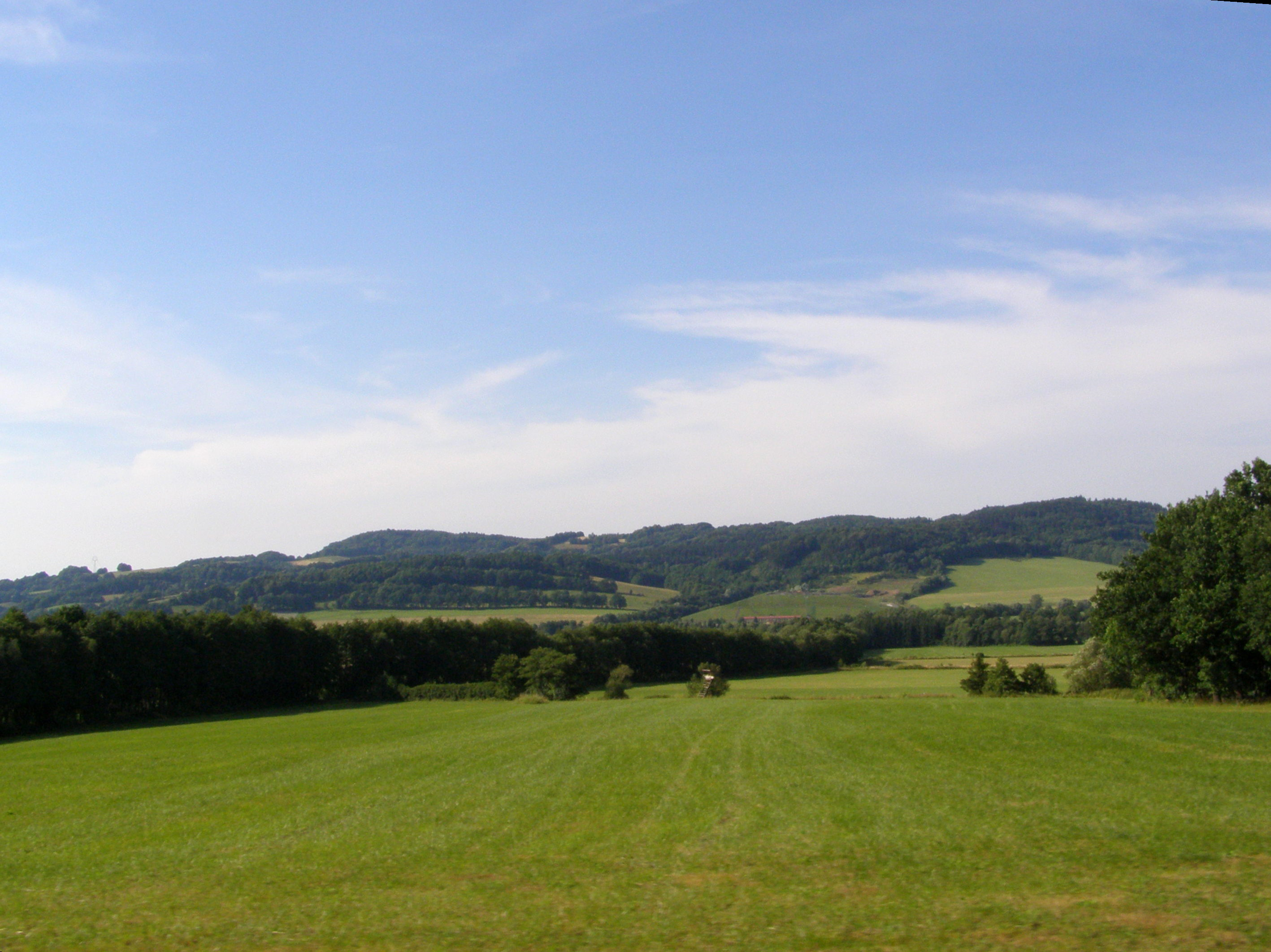
Libotínské vrchy
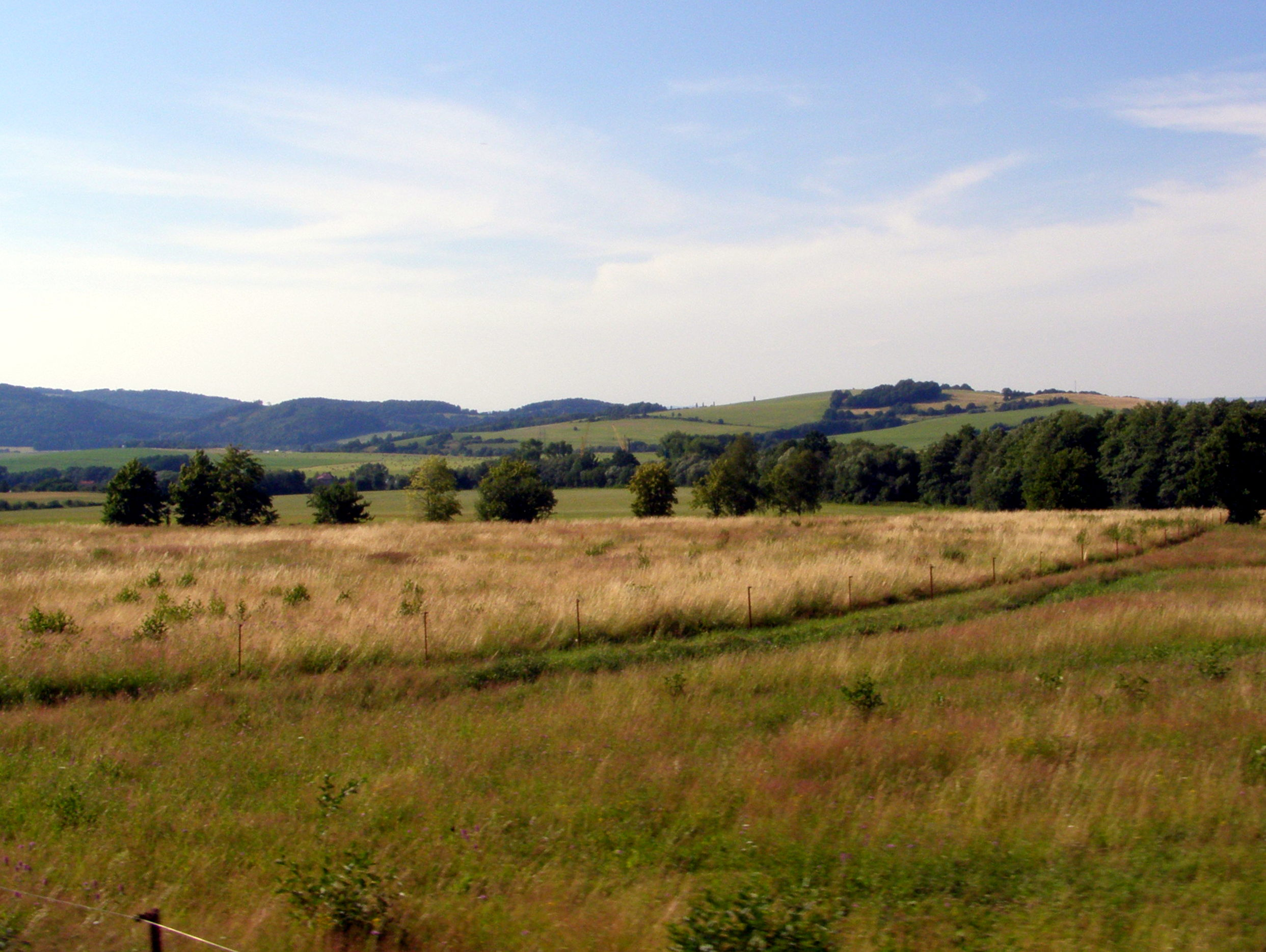
Petřkovické vrchy